# Альбула
Альбула (рет. Alvra) — річка, найбільший приток Гінтеррайну, що протікає в кантоні Граубюнден. Її назва походить від латинської albulus (білуватий).
По долині Альбули проходять транспортні шляхи, через які сполучається Енґадін з рештою Швейцарії. Долина Альбули характеризується частою зміною ущелин та пологих ділянок і має небагато місця для поселення. Найбільшими притоками є Туорбах, Ландвассер та Юлія, яка утворює Юлійський перевал.
На Альбулі знаходяться численні ГЕС. Найвище та найдавніше водосховище — озеро Пальпуогназе, яке було утворено у 1898 році для виробництва електроенергії при будівництві Альбула-тунелю.
| Швейцарія | Це незавершена стаття з географії Швейцарії. Ви можете допомогти проєкту, виправивши або дописавши її. |